# Miloslava Knappová
Miloslava Knappová (* 20. února 1936 Nová Paka) je česká bohemistka zaměřující se na onomastiku, zejména antroponomastiku (nauku o jménech živých bytostí) a jazykovou kulturu.

## Život
V letech 1954–1959 studovala češtinu, maďarštinu a ruštinu na Univerzitě Karlově a mezi jejím učitele patřil Vladimír Šmilauer. Většinu svého aktivního života strávila jako pracovnice Ústavu pro jazyk český při akademii věd, kam nastoupila v roce 1962 a kde vedla onomastické oddělení v letech 1976–1993, po Vladimíru Šmilauerovi převzala v letech 1984–1992 vedení časopisu Acta onomastica (resp. Onomastického zpravodaje). Byla také pedagogicky činná, v letech 1988–2001 vyučovala na pedagogické fakultě Univerzity Jana Evangelisty v Ústí nad Labem.
Odborné znalosti využívá mj. jako soudní znalkyně. Posudky Miloslavy Knappové jsou zásadní při kodifikaci nových jmen na českých matrikách (viz Regulace rodných jmen). Dlouhodobě a opakovaně je členkou Místopisné komise Rady hlavního města Prahy. Byla také autorkou některých epizod vzdělávacího pořadu Československé televize Tajemství řeči (dostupné online).

## Dílo
- Jak se bude jmenovat? 1978, 1985
- Jak se bude Vaše dítě jmenovat? 1996, 2006, 2008, 2010, 2015, 2017
- Naše a cizí příjmení v současné češtině 2002, 2008
- Příjmení v současné češtině 1992
- Rodné jméno v jazyce a společnosti 1989